# 古希臘農業

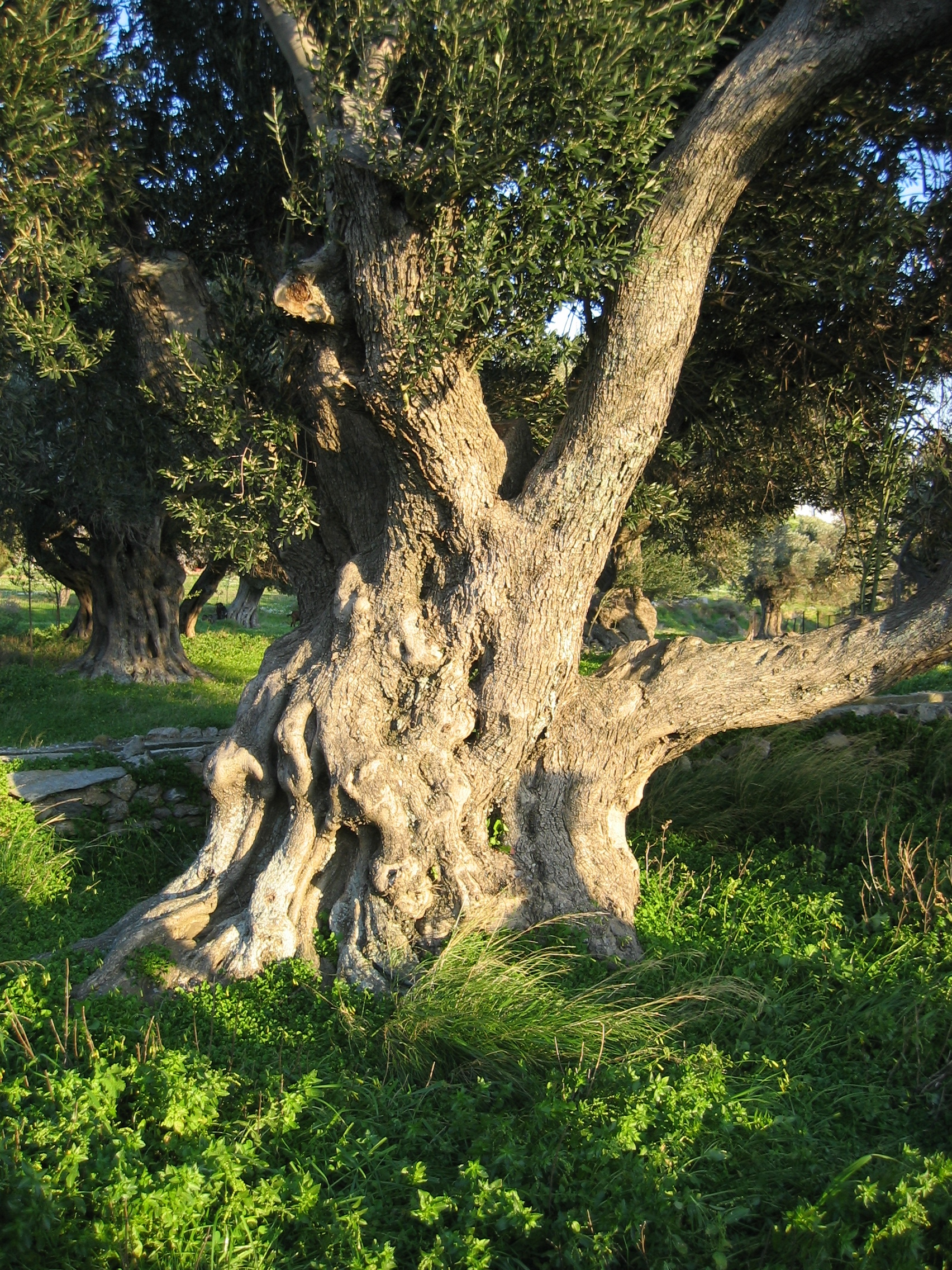
希臘農業三大支柱之一的橄欖，摄于優卑亞島卡里斯托斯

農業是古希臘的經濟支柱。將近百分之八十的人口務農。古希臘農業以穀類、橄欖和葡萄三大作物為主；也有種植藥草。畜牧業由於地理的局限，並沒有得到好的發展。

## 環境
地中海氣候的特點是能分為兩個季節：第一個季節由四月至九月，又乾又熱（河床往往乾涸）；第二個季節則潮濕，西風往往帶來暴風雨。另一方面，在山裡的冬天可能是嚴寒和下雪。阿提卡、基克拉泽斯、伯羅奔尼撒的南部和克里特島比希臘其餘的地方，更為乾旱。

## 農產品

### 耕種

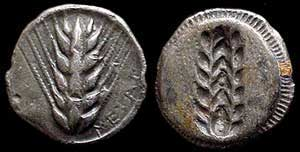
公元前530-510的斯塔特錢幣。在大希臘的梅塔蓬圖姆，大麥穗是財富的象徵。

奧德賽顯示古希臘早期，農業和飲食以穀物為主：大麥、硬粒小麥以及較少見的稷。90％的穀物產量是大麥。即使古人知道小麥的營養價值更高，他們仍然以種大麥為主。因為種大麥更加有成效。雖然有人多次嘗試計算這段期間的糧食生產量，但仍未有定論。 
沒多久，需求超過生產能力。貧瘠的土地說明了為何希臘要擴展殖民地和控制糧食供應。 
另一方面，希臘的土地郤非常適合種植橄欖樹，橄欖可以提煉橄欖油。早期的希臘已種植橄欖樹。橄欖種植園是一項長期投資：橄欖樹需要生長二十多年，才可提供橄欖，而且每隔一年才有收成。希臘的土壤適合種植葡萄，但它需要很多的照顧。希臘自青銅時代已種植葡萄。 
菜園和果園增加核心作物（菜園：捲心菜、洋蔥、大蒜、小扁豆、雞豌豆、豆類；果園：杏仁、石榴）的產量。希臘也種植藥草（鼠尾草、薄荷、百里香等）和油籽植物（亞麻子，芝麻，罌粟）。希臘大量種植葡萄和橄欖。

### 畜牧

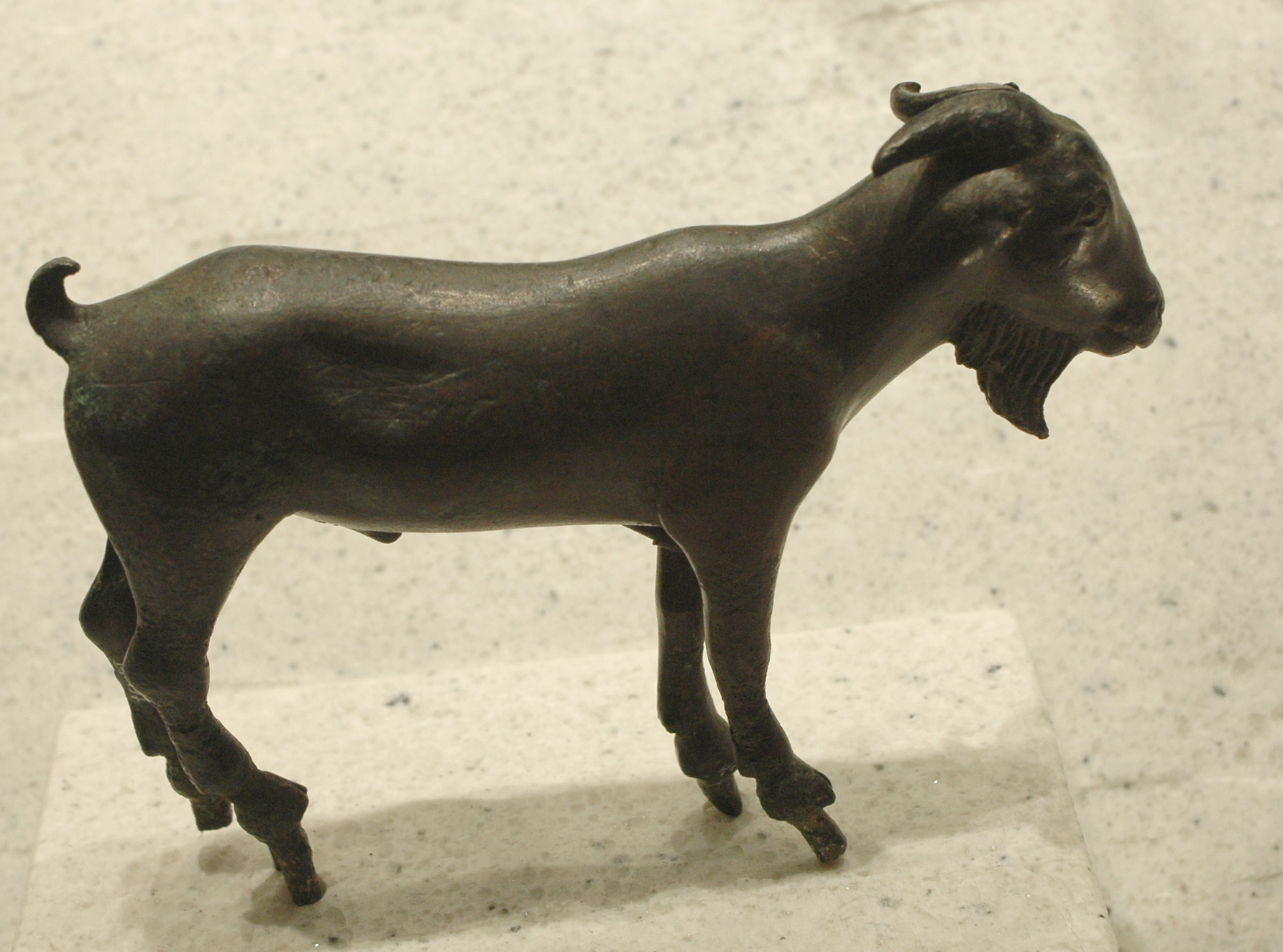
Bronze billygoat found in the deme of Kephissia, 5th century BCE, Louvre

荷馬的作品提到畜牧被視為權力和財富的象徵。事實上畜牧業由於地理的局限，並沒有得到好的發展。雖然邁鍚尼文明飼養牛隻，但由於希臘的版圖擴展到不適合牧牛的地形，牛的數目迅速減少。山羊和綿羊迅速成為最常見的牲畜;因為較容易飼養．並且可以提供肉類，羊毛和奶（通常用來製芝士）。此外，希臘農民還飼養豬及家禽（雞、鵝）;牛較少見，通常用來工作，偶爾也會用作祭品（見 Hecatomb ）；驢和騾用作役畜。 
最後，馬在塞薩利和Argolis的平原飼養，是奢侈品，標誌著貴族。阿里斯托芬的喜劇“The Clouds”，充分說明了雅典貴族對馬術的勢利。主角的兒子Pheidippides，對賽馬上癮，因而毁了父親Strepsiades 。 
大多農場都會飼養少量牲畜：有一些農場同時從事耕種和畜牧、有一些則專事畜牧。

### 其他產品
樹木被大量砍伐給在國內使用;住宅、貨車和犁用木材製造。希臘高地的森林被山羊和木炭的生產完全破壞。不久之後，希臘必須進口木材，尤其是用來製造船舶（見三列槳座戰船）。 
最後，養蜂提供了蜂蜜──希臘人唯一的食糖來源。蜂蜜作藥用和生產蜂蜜酒。

## 務農

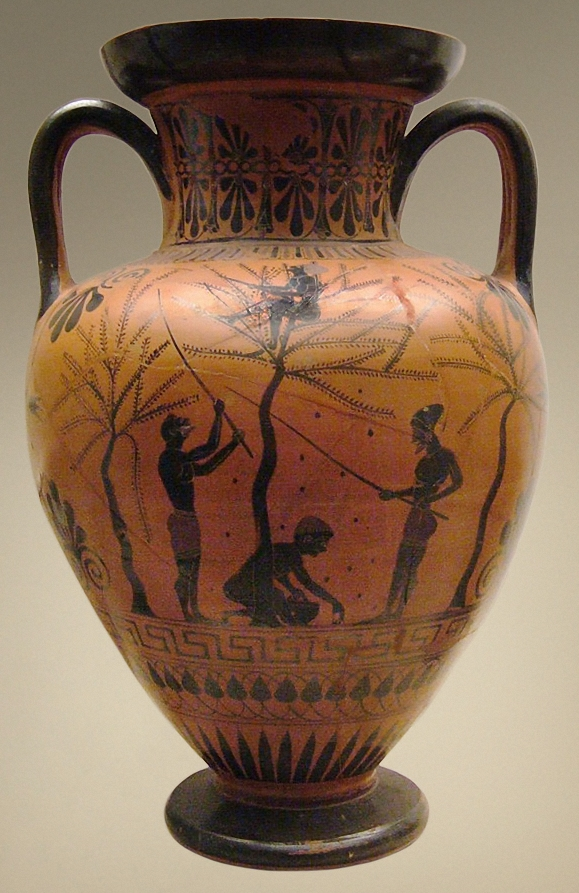
收採橄欖-大英博物館

赫西俄德的“工作与时日”和色諾芬的Economy提供寶貴的資料。 
無論用手或棒（見插圖），採摘橄欖的工作都是由深秋開始直至初冬。橄欖會放在柳條籃中發酵幾個星期，然後榨油。橄欖油會保存在赤土陶器內，供全年使用。這個時間，也會做修剪樹木和藤蔓的工作。此外，也是豆類的收成期。 
春天是雨季，農民把握時機，令休耕的土地投入生產。希臘實行兩年輪耕制：一年休耕，一年耕種。希臘曾經嘗試引入三年輪耕制：第三年種豆科植物。不過，由於土地貧瘠，人力不足，以及缺乏機械而不成功。希臘人不使用動物糞肥，可能是因為牛太少。唯一加進土壤的東西，是休耕時長出來的野草；農民翻土時，把它們推進土裡。 
在夏季，灌溉是必不可少的。六月，農民會用鐮刀，而非大鐮刀收割。希臘人用動物打穀，即是由牛、驢或騾子踐踏穀物，然後儲存起來。婦女和奴隸負責磨麵粉和造麵包。 
秋季是最重要的季節。秋季初，希臘人收集木柴；沿岸地區的冬季氣候溫和；但在高地，氣候可以很嚴峻。這個時間也是葡萄的收穫季節。葡萄會被踏碎，然後發酵成葡萄酒。 

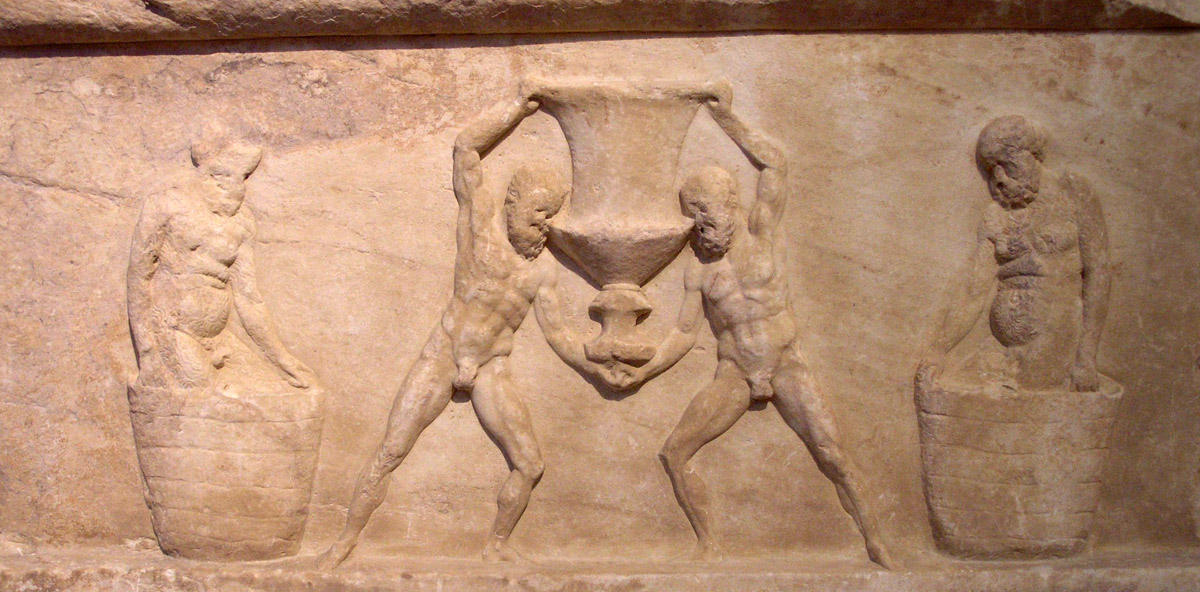
Satyrs making wine, dionysianbas-relief from altar of unknown date, National Archaeological Museum of Athens

赫西俄德和色諾芬之間，近4世紀的歲月，農業方面沒有改善。工具依然平庸，也沒有新發明以減輕人或動物的工作。直至羅馬人發明了水磨坊，水力才可以幫助人畜。灌溉、土壤、畜牧都沒有進步。整體而言，只有非常肥沃的土壤，例如Messinia的土地才能每年收成兩次。

## 土地
除了雅典和少數准許空中勘察的地方之外，農地如何分配還不很清楚。不過，可以肯定的是，公元前5世紀，土地屬於大地主。然而，不同地區，有不同的分配。
從公元前八世紀開始，地主和農民的關係緊張，因為農民的生計愈來愈艱難。嬰兒死亡率下降和其他原因，造成因人口增長。每一代人平均分配土地的習慣（荷馬和赫西俄德的作品可以證明），加劇這個危機。在雅典，因為梭倫的改革──取締以勞動償債並保護農民，這個危機得以化解。在公元前五世紀，liturgies的出現，令為公眾提供設施的擔子落在富人身上，導致大地主減少。據估計，大多數的Hoplite階級的公民，約擁有5公頃的土地。
從第公元前四世紀起，土地又開始集中在少數的地主手上。不過，跟古羅馬的大地主比較，古希臘貴族的土地面積，還是算小的。